# Phygadeuon devonensis
Phygadeuon devonensis är en stekelart som beskrevs av Morley 1947. Phygadeuon devonensis ingår i släktet Phygadeuon och familjen brokparasitsteklar. Inga underarter finns listade i Catalogue of Life.